# Barbaresca
La Barbaresca è una razza di pecore italiana. È allevata per la produzione di carne
Oggi è diversa da come si presentava quella originaria: la razza attuale è infatti stata selezionata a partire dall'incrocio e dal meticciamento di pecore barbaresche e Pinzerita.

## Aspetto
Ha taglia medio-grande. La testa è picchiettata di nero, robusta e montonina, priva di vello e corna.

## Produzione
L'agnello alla nascita pesa sui 5 kg e cresce rapidamente. Per la carne vengono utilizzati anche gli agnelli sui 14-17 kg e quelli sui 25-30 kg (a 100 giorni).
Gli arieti adulti arrivano a produrre in media sui 70 kg di carne, le femmine 48 kg.
In misura minore la pecora Barbaresca è usata anche per la produzione di latte e lana: il latte ha un contenuto di grassi del 6-7%; la lana prodotta dagli arieti è sui 6 kg e mezzo, mentre le femmine producono sui 3 kg di lana.